# 노보쿠즈네츠카야역
노보쿠즈네츠카야역(러시아어: Новокузне́цкая)은 모스크바 지하철 자모스크보레츠카야 선의 역이다.

## 역사
노보쿠즈네츠카야역은 1943년 11월 20일 개장했다. 1978년 역은 환승역의 개통을 위해 구간을 확장했는데, 확장 구간은 다른 구간보다 현대적으로 설계되었다.

## 지리
노보쿠즈네츠카야역에서는 퍄트니츠카야 거리로 나갈 수 있다.

## 환승
이 역에서는 칼루시스코 리시스카야 선과 칼리닌스코 솔른쳅스카야 선의 트레티야콥스카야 역으로 갈아탈 수 있다.

## 같이 보기
- (러시아어) 모스크바 지하철 홈페이지
- (러시아어) metro.ru
- (러시아어) news.metro.ru
- (러시아어) 역 설계도
- (러시아어) KartaMetro.info[깨진 링크(과거 내용 찾기)] - 주변지리, 교통 설명